# McArthur, Ohio
McArthur är administrativ huvudort i Vinton County i delstaten Ohio. Orten har fått sitt namn efter politikern Duncan McArthur. McArthur hade 1 783 invånare enligt 2020 års folkräkning.

## Kända personer från McArthur
- Horatio C. Claypool, politiker